# Brudzew (gemeente)
De gemeente Brudzew is een landgemeente in het Poolse woiwodschap Groot-Polen, in powiat Turecki.
De zetel van de gemeente is in Brudzew.
Op 30 september 2006, telde de gemeente 6188 inwoners.

## Oppervlakte gegevens
In 2002 bedroeg de totale oppervlakte van gemeente Brudzew 112,72 km², waarvan:
- agrarisch gebied: 67%
- bossen: 18%

De gemeente beslaat 12,13% van de totale oppervlakte van de powiat.

## Demografie
Stand op 30 juni 2004:
| Omschrijving                   | Totaal | Totaal | Vrouwen | Vrouwen | Mannen | Mannen |
| ------------------------------ | ------ | ------ | ------- | ------- | ------ | ------ |
| eenheid                        | aantal | %      | aantal  | %       | aantal | %      |
| inwoners                       | 6147   | 100    | 3151    | 51,3    | 2996   | 48,7   |
| bevolkingsdichtheid (inw./km²) | 54,5   | 54,5   | 28      | 28      | 26,6   | 26,6   |

In 2002 bedroeg het gemiddelde inkomen per inwoner 1788,3 zł.

## Aangrenzende gemeenten
Dąbie, Kościelec, Przykona, Turek, Uniejów, Władysławów

## Externe link

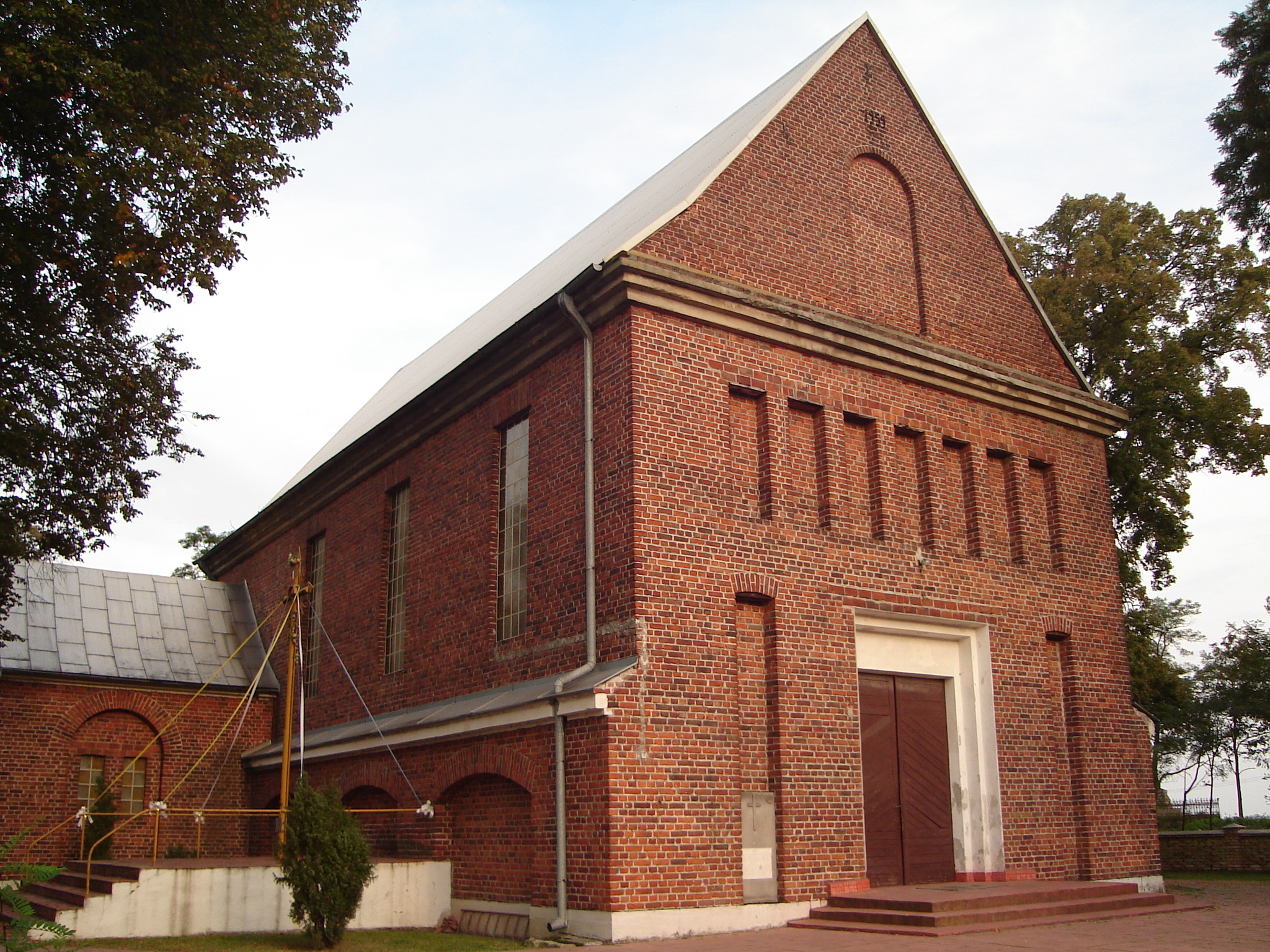
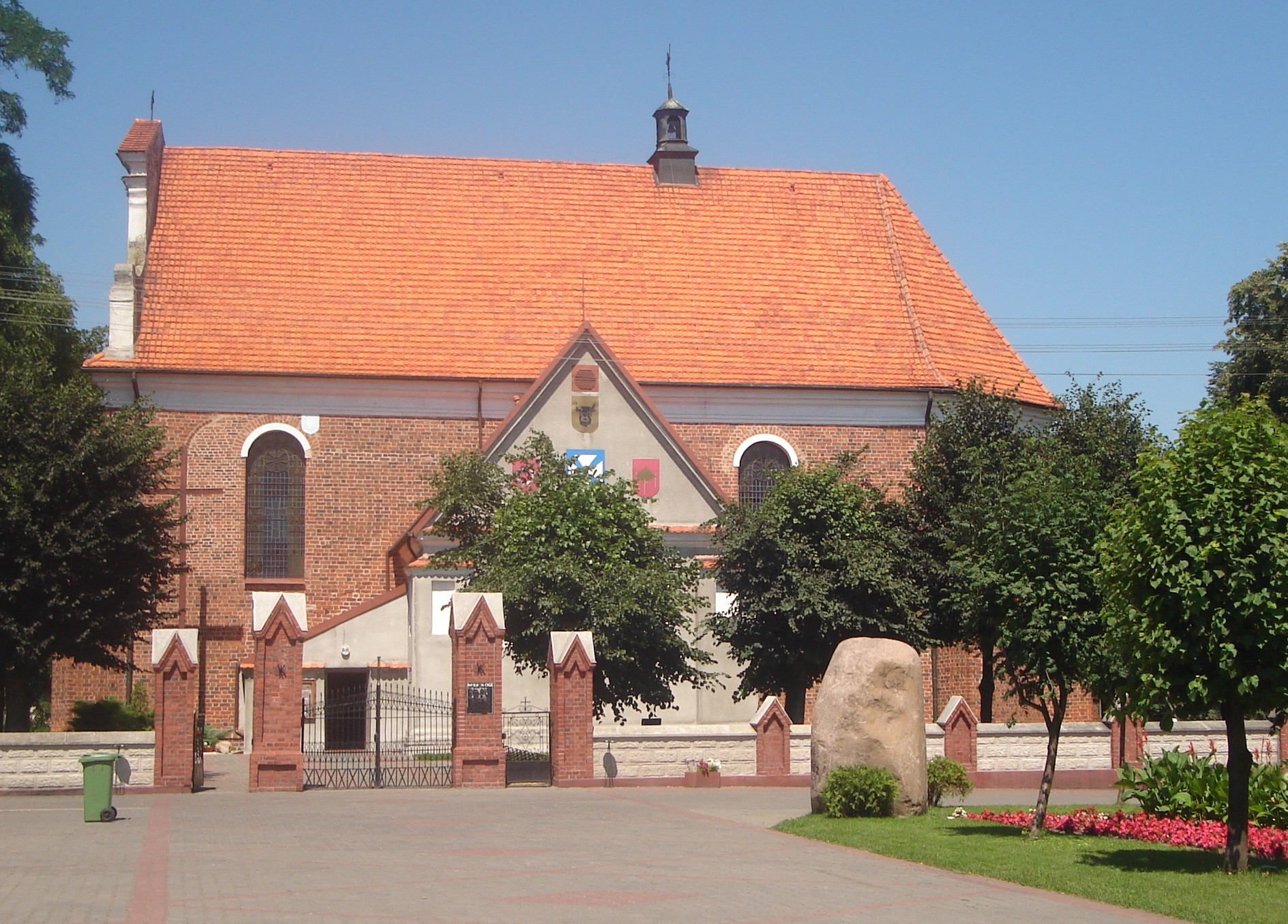
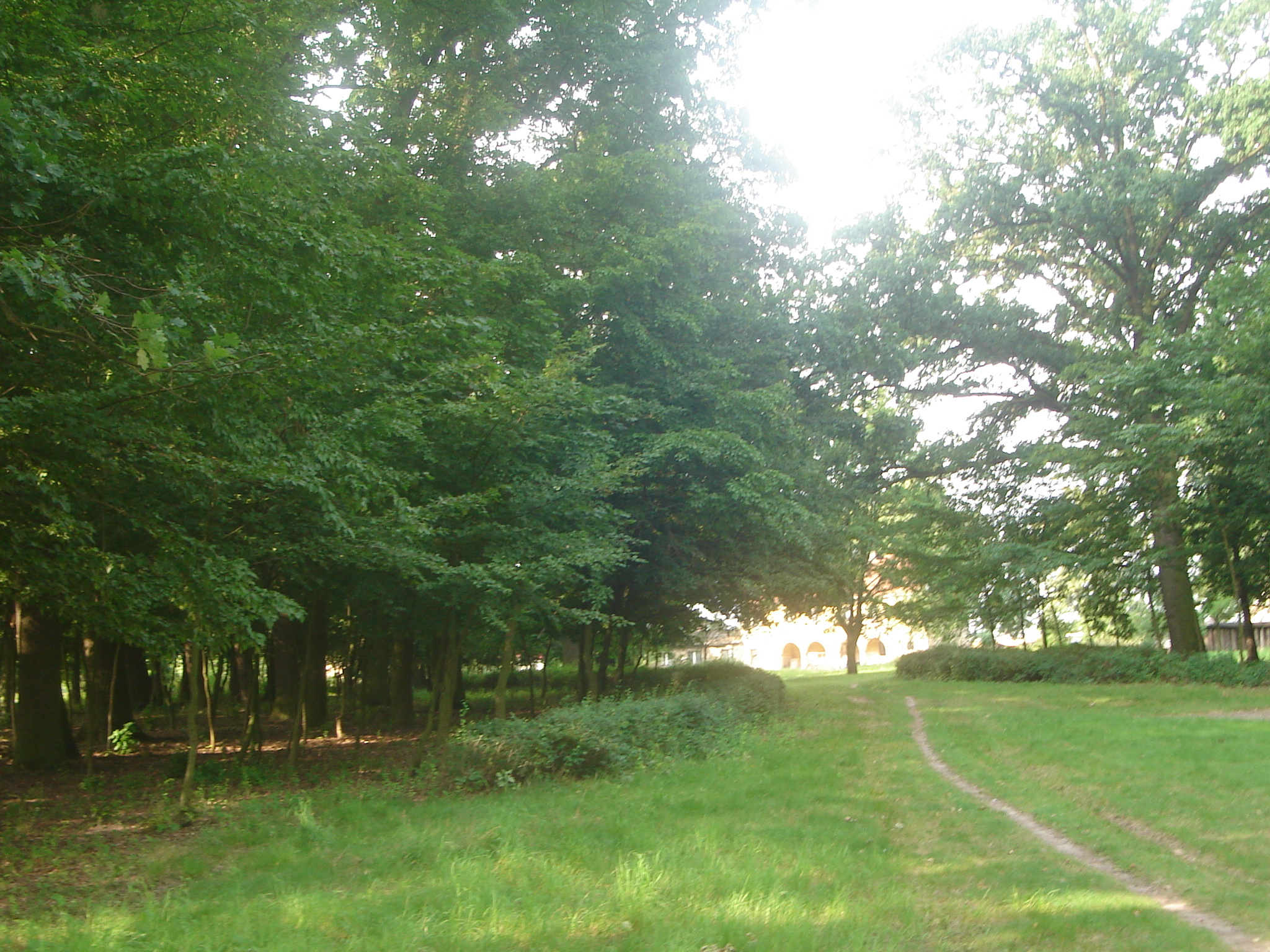
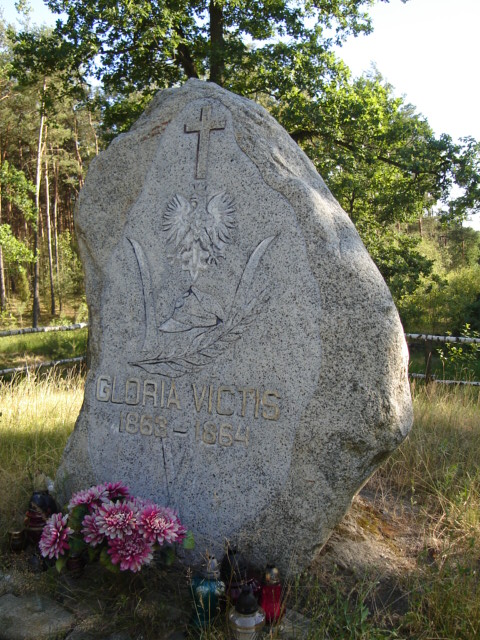
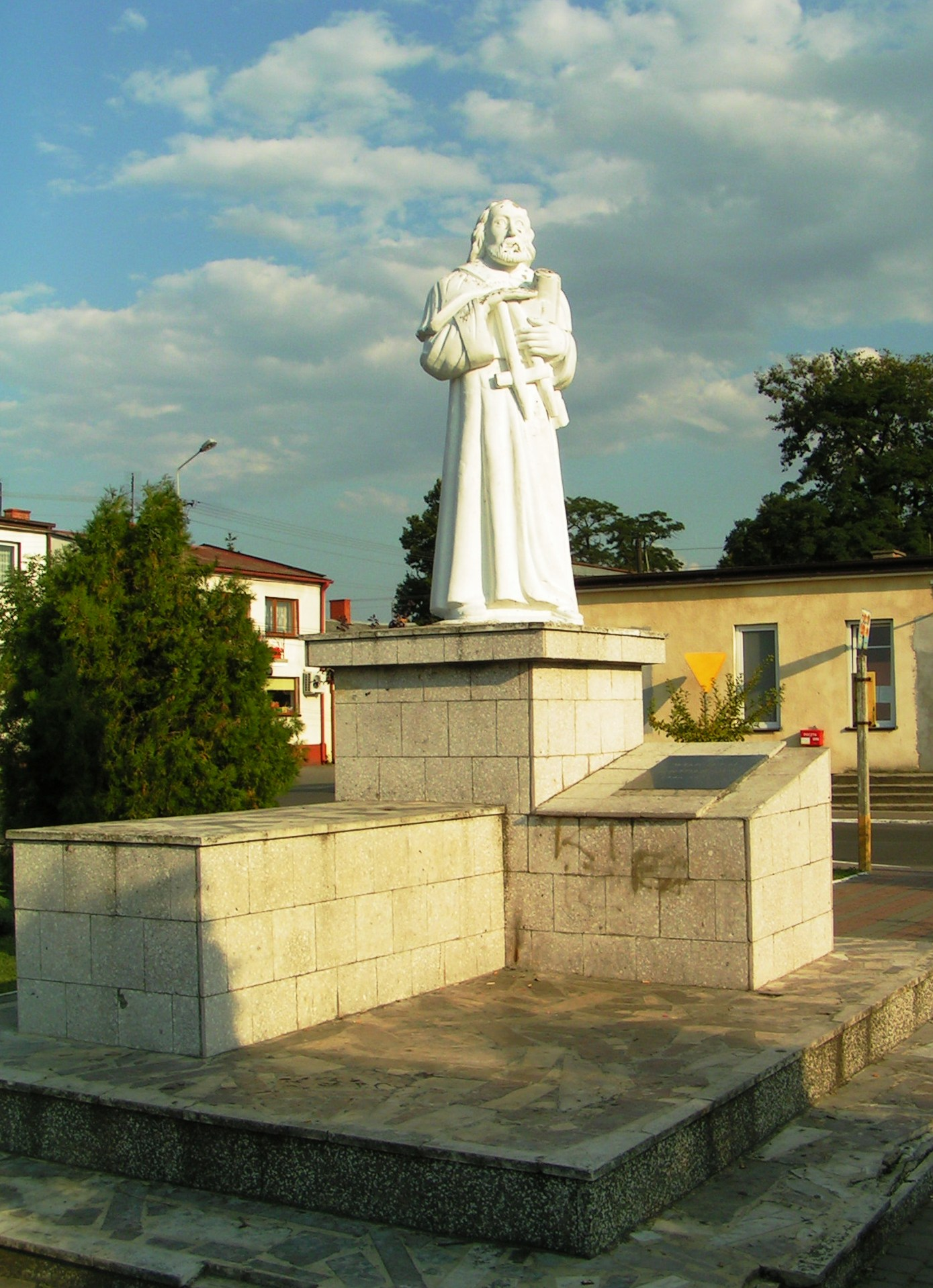